# Mentor-on-the-Lake
Mentor-on-the-Lake è un comune degli Stati Uniti d'America, situato nello stato dell'Ohio, nella contea di Lake.